# Bebe
Bebe är artistnamn för Nieves Rebolledo Vila, född 9 maj 1978 i Valencia, en spansk sångerska och skådespelerska. Hon är uppvuxen i Zafra i Extremadura.
2004 släppte hon sitt debutalbum Pafuera Telarañas, som hon också har påstått ska vara hennes sista, då hon ska ta en timeout. Pafuera Telarañas fick stort genomslag, och 2005 nominerades hon till fyra priser på Latin Grammy Awards. Hon vann som Best New Artist.

## Diskografi
- 2004 – Pafuera Telarañas (EMI Spain)
- 2009 – Y punto